# Friis (adelsslægter)
 For alternative betydninger, se Friis. (Se også artikler, som begynder med Friis)
Friis eller Frijs er navnet på flere nu uddøde danske adelsslægter. Deres oprindelse skal efter navnet måske søges på de Frisiske Øer. Navnet blev også i middelalderen båret af adelsmænd med forskellige våbenmærker og af talrige adelsmænd, som ikke kan henføres til bestemte slægter, da deres våbenmærker ikke kendes. I dag er navnet et almindeligt borgerligt navn.

## Slægten Friis fra Hesselager
Slægten "tre-egern Friis'erne" var en fynsk uradelig slægt, der førte tre – nu og da kun eet – mod heraldisk højre vendte sorte egern, hvert bidende på et rødt æble, i sølv-felt, på hjelmen et grønt træ mellem to mod dette vendte sorte egern.
Stamfar  Henrik kaldet Vampy fik sit våben malet i Aarhus Vor Frue Kirke omkring 1350-1369 i frise 2 nr VI - med 3 røde egern, 2 over 1, i sølv. Dermed må de 3 egern tages til ære og værdighed igen som slægtens ældste kendte våben.
Jesper Friis til Lundby og Hesselagergård, som levede 1505, var fader til kongens kansler Johan Friis og til Henrik Friis til Ørbæklunde (1496-1571), af hvis store børneflok kan nævnes Niels Friis (1544-1610) og kongens kansler Christian Friis til Borreby. Niels Friis, der stiftede et hospital og en skole ved Hesselager, blev stamfader til den nyere slægt. Blandt hans sønner var land- og krigskommissær Tønne Friis til Hesselager (1584-1642), Johan Friis til Ørritslevgård og Løjtved (1585-1635) og Jesper Friis til Ørbæklunde (1593-1643); de deltog alle 3 i Kalmarkrigen. Den sidstnævnte, der steg til oberst, kæmpede i øvrigt på mange valpladser udenlands, en Tid i kejserlig tjeneste, siden i den danske hær i Trediveårskrigen; han stiftede et hospital ved Ørbæklunde. Blandt hans børn kan nævnes den lærde major Niels Friis (1630-1689) og Henrik Friis (død 1715), som, begge skrev sig til denne gård. Sidstnævntes søn, oberst Jesper Friis (1673-1716), førte regiment i felttogene i Nordtyskland 1711-13; under belejringen af Stralsund 1715 blev han i spidsen for en af stormkolonnerne hårdt såret og døde nogle måneder efter som sin slægts sidste mand. Søsteren, Elisabeth Friis (1677-1763), som fra 1703 var priorinde for Roskilde Adelige Jomfrukloster, blev den sidstlevende af hele slægten. En række af dennes medlemmer indehavede betydelige forleninger.

## Slægten Friis fra Vadskærgård
Slægten kaldes også "et-egern-Friis'erne", der førte et på en blå bjælke siddende, mod heraldisk højre vendt rødt egern, med en nød i forpoterne, i guld-felt, på hjelmen to med en blå bjælke belagte
guld-vesselhorn, og er formodentlig af samme oprindelse som de Friis'er fra Hesselagergård; indtil midten af 1600-tallet hørte den kun til landets lavere adel. Ratlof Friis til Nebel nævnes 1334; hans sønnesøns sønnesøn, gamle Niels Friis, som endnu levede 1552, kom i besiddelse af Vadskærgård, der gennem flere generationer tilhørte medlemmer af slægten. Fra ham stammer Niels Friis til Favrskov (1584—1651), der tjente i krigen 1611, og som blev fader til Mogens Friis til Favrskov, Løjstrup, Boller, Møgelkær, Hagsholm mm. (1623-1675), der hævede slægten til stor anseelse. Han nød en omhyggelig opdragelse på Herlufsholm og Sorø Akademi, afsluttet af studierejser i udlandet. Sin offentlige løbebane begyndte han som sekretær i Danske Kancelli; 1645 var han i de danske gesandters følge ved Fredsforhandlingerne i Brömsebro. Senere deltog han i diplomatiske sendelser, blev 1656 udnævnt til landkommissarius i Jylland og året efter til kgl. rentemester, i hvilken egenskab han – indtil 1672 – havde sæde i Skatkammerkollegiet. Samtidig varetog han sine private affærer med megen iver, han erhvervede en række herregårde og udstrakt gods. Under 25. maj 1671 ophøjedes han i grevestanden som greve af Frijsenborg og med følgende våben: Skjoldet firdelt med grevekronet hjerteskjold, hvori slægtens oprindelige skjoldmærke, egernet dog vendt mod heraldisk venstre, i 1. og 4. felt to gennem en krone stukne krydslagte guld-nøgler i blåt, i 2. og 3. en oprejst kronet sølv-løve holdende et guld-anker i rødt, på skjoldet en grevekrone. Året efter – den 6. april 1672 – erigerede han Grevskabet Frijsenborg og Baroniet Frijsenvold. Han modtog Dannebrogordenen ved dennes oprettelse, udnævntes til gehejmeråd, assessor i Højesteret og endelig 1674 til stiftsbefalingsmand over Århus Stift. Han var en arbejdsom og dygtig embedsmand; litterært interesseret samlede han et betydeligt bibliotek, nu i Det Kongelige Bibliotek. Et pragtfuldt gravmæle rejstes over ham i Trinitatis Kirke i København. Hans første hustru, kansleren Christen Thomesen Sehesteds datter Anne, skænkede ham kun døtre, den anden hustru, Anne Marie von Offenberg, fødte ham sønnen grev Niels Friis (1664-1699), der under hendes formynderskab tiltrådte grevskabet og baroniet, hvilket sidste afhændedes 1683. Han, der blev stiftamtmand over Århus Stift, kammerherre og hvid ridder, var i sit sidste leveår gesandt i Haag. Hans frue, komtesse Christine Sophie Reventlow, ældste datter af storkansleren Conrad Reventlow, ægtede som enke storkansler, grev Ulrik Adolph Holstein. Sin første mand fødte hun bl.a. sønnen grev Christian Friis (1691-1763), tredje besidder af grevskabet og sidste mand af slægten. Han valgte den militære karriere, blev generaladjudant hos Frederik 4., var som oberst i kongens suite i Slaget ved Gadebusch og stod som generalmajor ved det korps, som 1734 sendtes til Tyskland i kejserlig tjeneste. Samme år trådte han ud af hæren, udnævntes til generalløjtnant og senere til gehejmekonferensråd og elefantridder. Frijsenborg tilfaldt efter hans død døtrene komtesse Christine Sophie Friis (1713-1787), gift med baron, senere greve Erhard Wedel, der 13. april 1743 fik patent på at forene de Friis'ers navn og grevelige våben med sit eget, og komtesse Elisabeth Sophie Frijs (1714-1799), gift med gehejmekonferensråd Johan Henrik Desmerciéres, hvorefter det overgik til hans tredje datter, komtesse Birgitte Christine Friis (1715-1775) og hendes ægtefælle, overjægermester Carl Christian von Grams datter, Sophie Magdalene von Gram (1734-1810), der i ægteskab med baron Jens Krag-Juel-Vind blev stammoder til de nuværende grever Krag-Juel-Vind-Frijs af slægten Vind.

## Slægten Friis fra Haraldskær
Slægten, der efter sit våben kaldes "de skaktavl-Friis'er", førte et skjold delt af blåt og rødt ved en venstre toradsskaktavlet skråbjælke af sort og sølv, på hjelmen et af rødt og skaktavl og et af skaktavl og blåt delt vesselhorn, stundom hvert besat med tre påfjer, i nyere tid desuden en opstående påfjer mellem vesselhornene. Den har sikkert samme oprindelse som de Rosenkrantz'er, der i ældre tid førte ganske det samme våben, uden at en sådan forbindelse dog kan påvises. Slægten stammer fra Sønderjylland. Niels Friis omtales 1361. Børglum bispen Peder Friis nævnes ved Unions-mødet i Kalmar 1397, senere forseglede han bl.a. (1421) vidnesbyrdet om Slesvigs danskhed. Han havde voldsomme stridigheder om øen Læsø med bispen i Viborg, hvem han endog truede på livet. Hans broder, Niels Friis til Stollig, blev Fader til biskop i Børglum Jep Friis (død 1486), der byggede et kapel ved sin Domkirke, og til hr. Anders Friis til Haraldskær, som 1471 blev fanget af de svenske på Brunkebjerg. Sidstnævnte var fader til forstanderen på Sebber Kloster, Magister Niels Friis til Kjærsgaard (død 1557), der efter Reformationen "kastede bogen og giftede sig", til hr. Christen Friis til Krastrup (død 1561), som hyppig forekommer ved hoffester og turneringer, og til den sidste kat. Biskop i Viborg Jørgen Friis (død 1547). Denne, der fik bispestaven ca. 27 år gammel, var en stridbar og verdsligsindet Mand. I hans bispegård holdtes december 1522 de møder af jyske rigsråder, hvor Christian 2.s fald besluttedes; senere blev han Frederik 1. en hadefuld modstander, der ved kongens død ytrede: "gid jeg var en djævel, at jeg kunde plage hans sjæl i Helvede". Jørgen Friis, som forgæves havde sendt sine drabanter ud mod Hans Tavsen, måtte døje den tort, at Viborg Domkirke kom i protestanternes vold, ja endog, 1530, at blive lyst i band på grund af en stridighed med en anden prælat. Da Grevens Fejde brød ud, måtte han slutte sig til Christian 3., han deltog i rigsrådsmøder, men blev 1536 arresteret og indsat i fangetårnet på Hald, som han havde bygget 1528. 2 år efter blev han frigivet mod at finde sig i de ny tilstande og optræder atter som rigsråd, forlenet med Vrejlev Kloster. Hans yngre broder, Iver Friis til Haraldskær (død 1557), blev fader til den rige Albert Friis til samme gård og Hvolgård (1542-1601), deltager i Daniel Rantzaus tog ind i Sverige og senere medlem af rigsrådet, og til Jørgen Friis til Krastrup og Halkær (død 1616), landsdommer i Nørrejylland, rigsråd og som lensmand på Akershus tillige statholder i Norge.
Sidstnævntes søn, kongens kansler, hr. Christian Friis til Kragerup, var bl.a. fader til Fru Else Friis (1615-1696) – der.i Ægteskab med Jokum Beck blev stammoder til de svenske grever og friherrer Beck-Friis – til sønnerne Christian, Jørgen og Hans, som alle skal omtales her, og endelig til Fru Anne Cathrine Friis til Engestofte (1630-1698), der sammen med sin mand, Tønne Juul,
oprettede Thaarupgaards Stiftelse. Den ældste af de tre nævnte brødre, Christian Friis til Lyngbygård i Skåne og Vaar (1617-1657), tjente 1644 som kaptajn mod Sverige, derefter i Frankrig under Turenne; senere blev han felttøjmester og oberst hjemme og udnævntes til elefantridder. Hans datter, fru Sophie Amalie Friis til Bidstrup og Ørslev Kloster (1650-1696), ægtede generalløjtnant Johan Rantzau til Bramming og Frydendal; deres søn, generalmajor Christian Rantzau, arvede det nedennævnte Stamhus Hevringholm og fik ved patent af 3. maj 1728 tilladelse til at føre de skaktavl Friis'ers navn og våben i forbindelse med sit eget. Den næste af brødrene, stiftamtmand i Århus Jørgen Friis til Kragerup og Lindholm (død 1680), blev fader til slægtens sidste mand, den ugifte oberst Christian Friis til Stamhuset Hevringholm (1652-1727). Den sidstnævnte af brødrene, Hans Friis til Kragerup, Clausholm mm. (1625-1697), fulgte grev Valdemar Christian på dennes store rejse til Rusland, kæmpede 1645 mod Sverige, var året efter med i Corfitz Ulfeldts ambassade til
Holland og Frankrig og tjente senere under Turenne og i den kejserlige hær. Han beskyldtes, dog måske uden ret, for fejhed under Slaget ved Nyborg 1659; året efter var han dog en af de 8 oberster, som bar tronhimlen ved Arvehyldningen. Han forstrakte Kronen med betydelige summer og oprettede 11. marts 1697 Stamhuset Hevringholm, der, da han døde barnløs, først tilfaldt hans ovennnævnte brodersøn, Christian Friis. Også denne slægts medlemmer havde i tidens løb en mængde forleninger.

## Slægten Friis af Arlevad
Den fåtallige slægt Friis af Arlevad førte et af guld og blåt skrådelt skjold, på hjelmen to vekselvis af guld og blåt delte vesselhorn, hvert besat med tre påfjer. Slægten stammede fra Sønderjylland. Jesse Friis nævnes 1373, hr. Didrik Friis, forstander for Skt. Agnete Kloster i Roskilde, blev fanget 1471 på Brunkebjerg. Diderich Vrese Ottenson til Arlevad levede endnu 1545.

## Slægten Friis fra Landvig
Slægten, der stundom kaldes Oldengren, førte en grøn egestub med tre guld-agern og tre grønne blade i sølv,
på hjelmen en grøn lilje; den stammede fra Norge. Jakob Friis nævnes 1555, hans sønnesøn
Jesper Friis (død 1676) var admiral, dennes sønnesøn, Jesper Nicolaus Friis, døde i ren fattigdom som slægtens sidste mand.

## Slægtens steder
- Hesselagergård
- Ørbæklunde
- Frijsenborg
- Frijsenvold